# Eugène Spuller
Jacques-Eugène Spuller (Seurre, 8 dicembre 1835 – Sombernon, 23 luglio 1896) è stato un avvocato, scrittore, giornalista e politico francese.
Spuller è stato un amico e collaboratore fedele di Léon Gambetta, che ha accompagnato il 7 ottobre 1870, quando Gambetta è scappato da Parigi in ballon monté mentre la capitale francese era circondata dalle truppe prussiane.

## Famiglia e formazione
Eugène Spuller è figlio di André Spulerr (1789-1851), macellaio di origine tedesca nato a Forchheim (Baden-Württemberg) e poi trasferitosi a Saint-Seine-l'Abbaye, quindi a Seurre (Côte-d'Or, Francia). Sua madre è Marie Denizot (1799-1853), figlia di un proprietario di Sombernon (Côte-d'Or). Ha una sorella, Rose-Pauline, e un fratello, François-Auguste, che sarebbe diventato prefetto dell'Alta Marna all'inizio della Terza Repubblica.
Il 9 luglio 1857, una sentenza del tribunale civile di Beaune cambia il nome Spulerr in Spuller.
Ai dodici anni, nel 1847, Eugène Spuller continua i suoi studi al liceo di Digione dove studierà poi diritto. In 1862, si trasferisce a Parigi dove lavora come avvocato.
Eugène Spuller partecipa al processo dei cosiddetti "54 congiurati", dove fa la conoscenza di Gambetta, di cui diventerà più tardi un amico ed un collaboratore vicino. Insieme difendono i sindacalisti accusati di cospirazione.
Durante la campagna elettorale a Parigi nel 1863 sostiene e aiuta Émile Ollivier. Ma, mentre questi decide di sostenere il Secondo Impero, Spuller sceglie di sostenere il candidato repubblicano. Pubblica in questo periodo una "Breve Storia dell'Impero" (Petite histoire de l'Empire) che serve a far propaganda contro il regime e che si diffonde in tutta la Francia, fungendo da base per pubblicazioni simili.
Durante la guerra franco-prussiana e l'assedio di Parigi, Spuller fugge in ballon monté con Gambetta da Parigi il 7 ottobre 1870. Così è diventato uno dei suoi collaboratori più energetici fuori da Parigi.

## Parlamentare repubblicano
Spuller venne eletto deputato della Senna (3ªcircoscrizione di Parigi) il 5 maggio 1876, rieletto nel 1877 e nel 1881. Infine viene eletto deputato della Côte-d'Or (circoscrizione di Beaune) il 18 ottobre 1885 e lo resterà fino al 1892. È stato eletto vicepresidente della Camera dei deputati il 22 maggio 1890 e rieletto il 15 gennaio 1891.
Diventerà in seguito senatore della Côte-d'Or il 24 aprile 1892 (rieletto il 7 gennaio 1894) fino alla sua morte in 1896.
Durante la crisi istituzionale del 16 maggio 1877, Spuller redige il Manifesto dei 363 contro il presidente della Repubblica, Patrice de Mac-Mahon.

### Ministro della Terza Repubblica
- Sottosegretario alla Presidenza del Consiglio dal 14 novembre 1881 al 30 gennaio 1882 nel governeo di Léon Gambetta.
- Ministro dell'Istruzione pubblica, delle belle arti e dei culti dal 30 maggio al 12 dicembre 1887 nel governo di Maurice Rouvier.
- Ministro degli Affari esteri dal 22 febbraio 1889 al 17 marzo 1890 nel governo di Pierre Tirard. Era in funzione durante l'Esposizione universale di Parigi in 1889.
- Ministro dell'Istruzione pubblica, delle belle arti e dei culti dal 3 dicembre 1893 al 30 maggio 1894 nel governo di Jean Casimir-Perier.

Il 4 luglio 1884, Spuller insieme ad altri membri del governo francese presenta ufficialmente la Statua della Libertà agli Stati Uniti, e rappresenta il Parlamento francese all'inaugurazione della statua a New York nel mese di maggio 1886.

### "L'esprit nouveau"

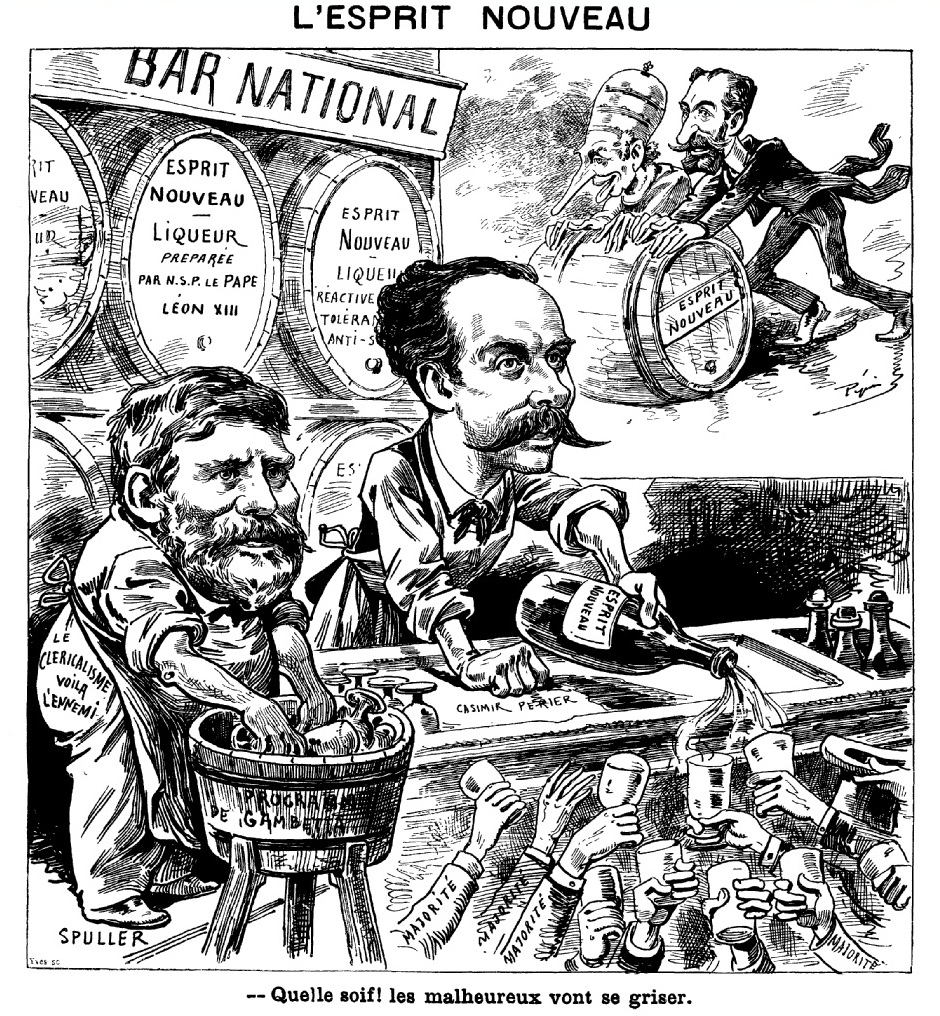
Caricatura pubblicata l'11 marzo del 1894, che accusa Sadi Carnot, Jean Casimir-Perier et Spuller di rinnegare l'anticlericalismo del programma repubblicano di Gambetta.

Mentre è ministro dell'istruzione pubblica, delle belle arti e dei culti, pronuncia il 3 marzo 1894 un importante discorso alla Camera sullo "spirito nuovo" (esprit nouveau) che anima il governo dei repubblicani moderati rispetto ai cattolici del Ralliement, rompendo così con l'anticlericalismo del programme di Belleville. Spuller dichiara che la politica religiosa debba essere caratterizzata in primo luogo dalla tolleranza. Egli, che aveva fino ad allora sostenuto il secolarismo e la lotta contro la supremazia della Chiesa sullo Stato, esprime in tale discorso "la necessità di immaginare le relazioni tra Chiesa e Stato secondo uno spirito nuovo".. Tale presa di posizione gli viene contestata come infedeltà al suo passato politico, e dopo la caduta del governo Casimir-Perier il 22 maggio 1894 Spuller non giocherà più alcun ruolo politico di primo piano..

## Carriera di giornalista
Spuller ha contribuito a numerosi giornali tra i quali: L'Europe (giornale francese a Francoforte), le Nain jaune, le Journal de Paris e l'Encyclopédie générale.
In 1868, ha collaborato con Gambetta alla creazione della Révue Politique, della quale è stato uno dei principali redattori.
È stato per molto tempo caporedattore della République française, rivista fondata con Gambetta in novembre 1871. Ha pubblicato numerosi articoli in altri giornali repubblicani.

## Carriera di scrittore
Parallelamente alla sua attività politica, Eugène Spuller è anche stato uno scrittore. Tra le sue opere, si possono citare:.
- Petite Histoire du second Empire (1870)
- Conférences populaires (due volumi, 1879-1892)
- Ignace de Loyola et la compagnie de Jésus (1876)
- J. Michelet, sa vie et ses œuvres (1876)
- Au Ministère de l'instruction publique (due volumi, 1885-1895)
- Figures disparues. Portraits contemporains, littéraires et politiques (due volumi, 1886-1891)
- Histoire parlementaire de la Seconde République suivie d'une petite Histoire du Second Empire (1891)
- Lamennais : étude d'Histoire politique et religieuse (1892)
- L'évolution politique et sociale de l'église (1893),
- Royer-Collard (1895)
- Hommes et choses de la Révolution (1896)

## Morte

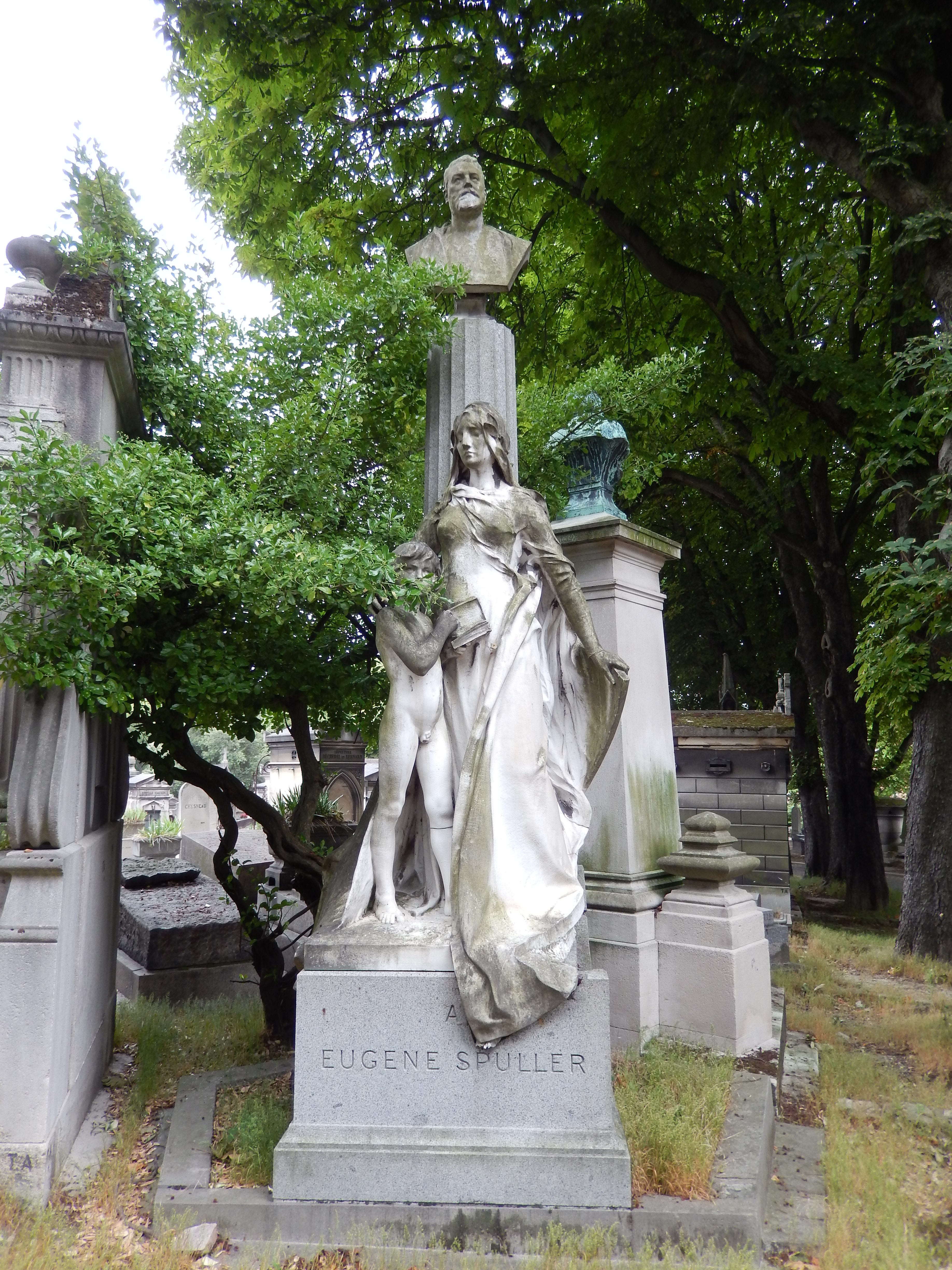
Tomba al cimitero di Père-Lachaise a Parigi

Eugène Spuller è morto a Sombernon (Côte-d'Or, Francia) il 23 luglio 1896 a seguito di una lunga malattia. 
È sepolto al cimitero di Père-Lachaise (divisione 65) a Parigi.